# ملعب عبد القادر شابو
ملعب عبد القادر شابو هو ملعب لكرة القدم يقع في مدينة عنابة الجزائرية. ويلعب فيه نادي حمراء عنابة.

## مواضيع ذات صلة
- الرياضة في الجزائر
- الاتحادية الجزائرية لكرة القدم
- قائمة ملاعب كرة القدم في الجزائر

## وصلات خارجية
- (بالعربية) الموقع الرسمي للاتحادية الجزائرية لكرة القدم